# Campeonato Tocantinense de Futebol de 1993
O Campeonato Tocantinense de Futebol de 1993 foi a primeira edição da competição (a primeira edição foi em 1989, mas ainda como amador), após o profissionalismo ser oficializado pelo então deputado federal Leomar Quintanilha, que viajou para o Rio de Janeiro com o objetivo de viabilizar a concretização do sonho da profissionalização do futebol do Tocantins.
A competição não contou com nenhum clube da cidade de Palmas, que teria representantes somente a partir de 1997. Sem finais e rebaixamento, teve como campeão o Tocantinópolis Esporte Clube. Gil, também do Tocantinópolis, foi o primeiro artilheiro da fase profissional do Campeonato Tocantinense, com 11 gols. 122 jogos foram realizados e 56 gols marcados, garantindo uma média de 2,18 gols por jogo.

## Participantes
- Alvorada (Alvorada)
- Gurupi (Gurupi)
- Intercap (Paraíso do Tocantins)
- Kaburé (Colinas do Tocantins)
- Miracema (Miracema do Tocantins)
- Tocantinópolis (Tocantinópolis)
- Tocantins EC (Miracema do Tocantins)
- União Araguainense (Araguaína)

## Tabela
3 de Abril
- Tocantinópolis 4-1  Miracema

4 de Abril
- Kaburé	 0-0  Gurupi
- Alvorada	 1-1  Intercap
- União		 3-0  Tocantins

11 de Abril
- Tocantinópolis 3-2  Tocantins
- Gurupi	 0-1  Alvorada
- Intercap	 0-0  Kaburé
- Miracema	 0-5  União

18 de Abril
- União		 1-1  Gurupi
- Tocantins	 1-2  Kaburé
- Intercap	 0-0  Tocantinópolis
- Alvorada	 1-0  Miracema

25 de Abril
- Kaburé	 0-1  União
- Tocantinópolis 1-1  Alvorada
- Gurupi	 1-0  Tocantins
- Miracema	 2-0  Intercap

2 de Maio
- Tocantins	 1-3  Intercap
- Gurupi	 3-1  Miracema
- Kaburé	 2-0  Tocantinópolis
- Alvorada	 1-0  União

9 de Maio
- Kaburé	 3-0  Alvorada
- Tocantins	 1-1  Miracema
- Intercap	 4-1  Gurupi
- União		 0-3  Tocantinópolis

16 de Maio
- Miracema	 2-6  Kaburé
- Alvorada	 0-4  Tocantins
- Tocantinópolis 3-1  Gurupi
- Intercap	 1-0  União

22 de Maio
- Miracema	 2-2  Tocantinópolis

23 de Maio
- Gurupi	 2-1  Kaburé
- Intercap	 1-1  Alvorada
- Tocantins	 1-0  União

30 de Maio
- Tocantins	 0-0  Tocantinópolis
- Alvorada	 1-1  Gurupi
- Kaburé	 0-1  Intercap
- União		 3-0  Miracema

6 de Junho
- Gurupi	 0-0  União
- Kaburé	 1-1  Tocantins
- Tocantinópolis 1-0  Intercap
- Miracema	 2-1  Alvorada

10 de Junho
- União		 1-1  Kaburé
- Alvorada	 0-1  Tocantinópolis
- Tocantins	 1-1  Gurupi
- Intercap	 1-0  Miracema

13 de Junho
- Intercap	 0-1  Tocantins
- Miracema	 1-1  Gurupi
- Tocantinópolis 2-1  Kaburé
- União		 0-1  Alvorada

20 de Junho
- Alvorada	 0-0  Kaburé
- Miracema	 1-2  Tocantins
- Gurupi	 0-1  Intercap
- Tocantinópolis 3-1  União

27 de Junho
- Kaburé	 0-0  Miracema
- Tocantins	 1-2  Alvorada
- Gurupi	 0-1  Tocantinópolis
- União		 0-1  Intercap

## Classificação
- 1 - Tocantinópolis (22 pontos)
- 2 - Intercap (18 pontos)
- 3 - Alvorada (15 pontos)
- 4 - Kaburé (14 pontos)
- 5 - Tocantins de Miracema (12 pontos)
- 6 - Gurupi (12 pontos)
- 7 - União Araguainense (11 pontos)
- 8 - Miracema (8 pontos)

## Premiação
| Campeonato Tocantinense de 1993     |
| ----------------------------------- |
| TOCANTINÓPOLIS Campeão (1.º título) |